# Leida
Leida är en köping i nordvästra Kina. Den ligger i Jingning härad i Pingliang i provinsen Gansu, omkring 190 kilometer sydost om provinshuvudstaden Lanzhou. Antalet invånare är 18 570. Befolkningen består av 9 118 kvinnor och 9 452 män. Barn under 15 år utgör 18,0 %, vuxna 15-64 år 71 %, och äldre över 65 år 10,0 %.